# آزاده صمدی
آزاده صمدی (زادهٔ ۱۷ دی ۱۳۵۷) بازیگر ایرانی است؛ او با بازی در مجموعه تلویزیونی راه بی‌پایان (۱۳۸۶) به شهرت رسید.

## زندگی
آزاده صمدی در ۱۷ دی ۱۳۵۷ در لاهیجان زاده شد. او پس از گذراندن دورهٔ کارشناسی تئاتر در دانشگاه سوره، دورهٔ کلاس‌های بازیگری کارنامه (با مدیریت پرویز پرستویی) را گذراند و در تئاتر بی‌شیر و شکر (۱۳۸۲، حمید امجد) ایفای نقش کرد. سپس در تله‌تئاتر دریاروندگان (۱۳۸۵، محمد عاقبتی) نقش‌آفرینی کرد و مدتی بعد برای بازی در مجموعهٔ تلویزیونی راه بی‌پایان (۱۳۸۶) به کارگردانی همایون اسعدیان انتخاب شد. از دیگر نقش آفرینی‌های وی می‌توان به حضور در فیلم‌های کوتاه ۳۵ متری سطح آب (۱۳۸۶) و دندان آبی (۱۳۸۶) هردو به کارگردانی هومن سیدی و هیچ‌کس با هیچ‌کس سخن نمی‌گوید (۱۳۸۳) اشاره کرد.

### زندگی خصوصی
صمدی در سال ۱۳۸۵ با هومن سیدی ازدواج کرد و در سال ۱۳۹۲ از او، جدا شد.

### فعالیت سیاسی
او در دوران انتخابات ریاست جمهوری سال ۱۳۸۸ از جمله هنرمندان حامی میرحسین موسوی بود.

## حواشی

### زابیواکا
صمدی اجرای برنامهٔ زابیواکا را که از شبکه اینترنتی آیو ویژه جام جهانی ۲۰۱۸ روسیه پخش می‌شد، بر عهده داشت. ناظران سازمان ⁧صداوسیما⁩ بعد از اجرای قسمت اول برنامه، در میانهٔ قسمت دوم، جلوی اجرای صمدی در این برنامه را گرفتند و مجید یاسر و علی انصاریان به عنوان جایگزین او اجرای این برنامه را بر عهده گرفتند. آن‌ها دلیل این کار را جلوگیری از «استفاده ابزاری از زن‌ها» اعلام کردند.

### مخالفت با حجاب اجباری
در ۳۱ اردیبهشت ۱۴۰۲ آزاده صمدی بدون حجاب اجباری در مراسم تشییع رضا حداد شرکت کرد که با استقبال کاربران شبکه‌های اجتماعی روبه‌رو شد. پس از این رخداد بازپرس دادسرای فرهنگ و رسانه در تهران برای آزاده صمدی به دلیل جریحه‌دار کردن اخلاق و عفت عمومی از طریق کشف حجاب، قرار جلب به دادرسی صادر کرد. آزاده صمدی سپس در دادگاه به اتهام رعایت نکردن حجاب اجباری به شش ماه محرومیت از فعالیت در فضای مجازی چه به صورت مستقیم یا به واسطه سایرین محکوم شد. همچنین موظف شد که با مراجعه به مراکز رسمی روان‌شناسی برای درمان آنچه که در این حکم «بیماری شخصیت ضداجتماعی» خوانده شده، هر دو هفته یک‌بار اقدام و گواهی سلامت خود را در پایان دوره درمان ارائه کند.

### ممنوع‌الخروجی
آزاده صمدی در اواخر آبان ۱۴۰۲ هنگامی که در راه ۵۴امین جشنواره گوا در هند بود ممنوع‌الخروج شد.

## فیلم‌شناسی

### سینما
| سال  | عنوان             | نقش           | کارگردان                   |
| ---- | ----------------- | ------------- | -------------------------- |
| ۱۳۸۹ | آفریقا            | شیرین         | هومن سیدی                  |
| ۱۳۹۱ | سیزده             | سامی/ساقی     | هومن سیدی                  |
| ۱۳۹۲ | طبقه حساس         |               | کمال تبریزی                |
| ۱۳۹۳ | ارغوان            | لی لی         | امید بنکدار کیوان علیمحمدی |
| ۱۳۹۴ | خوب، بد، جلف      | مژده قنبرزاده | پیمان قاسم‌خانی             |
| ۱۳۹۴ | ۵۰ کیلو آلبالو    | آروشا اژدری   | مانی حقیقی                 |
| ۱۳۹۴ | گاهی              | ابریشم        | محمدرضا رحمانی             |
| ۱۳۹۵ | ساعت ۵ عصر        | مهناز         | مهران مدیری                |
| ۱۳۹۵ | لابی              |               | محمد پرویزی                |
| ۱۳۹۶ | مارموز            | میترا         | کمال تبریزی                |
| ۱۳۹۶ | سراسر شب          | شهره          | فرزاد مؤتمن                |
| ۱۳۹۷ | زیرنظر            | گیتی          | مجید صالحی                 |
| ۱۳۹۸ | خط استوا          |               | اصغر نعیمی                 |
| ۱۴۰۱ | روایت ناتمام سیما |               | علیرضا صمدی                |
| ۱۴۰۱ | نبودنت            |               | کاوه سجادی حسینی           |
| ۱۴۰۲ | عزیز              | -             | مجید توکلی                 |
| ۱۴۰۳ | صددام             | حلیمه رسن     | پدرام پورامیری             |

### فیلم کوتاه
| سال  | عنوان                         | کارگردان                     |
| ---- | ----------------------------- | ---------------------------- |
| ۱۳۸۳ | هیچ‌کس با هیچ‌کس سخن نمی‌گوید    | امید بنکدار و کیوان علیمحمدی |
| ۱۳۸۶ | ۳۵متری سطح آب                 | هومن سیدی                    |
| ۱۳۸۶ | دندان آبی                     | هومن سیدی                    |
| ۱۳۸۷ | تمام وسایل شخصی من جابه‌جا شده | هومن سیدی                    |
| ۱۳۹۹ | آتی‌ساز ۳                      | آروند دشت‌آرای                |

### مجموعه تلویزیونی
| سال       | عنوان                       | نقش         | کارگردان                                                     |
| --------- | --------------------------- | ----------- | ------------------------------------------------------------ |
| ۱۳۸۵      | ما چند نفر                  |             | فیاض موسوی                                                   |
| ۱۳۸۶      | راه بی‌پایان                 | غزل توتونچی | همایون اسعدیان                                               |
| ۱۳۸۷      | ملودی شهر بارانی (تله‌تئاتر) |             | هادی مرزبان (کارگردان هنری) مسعود فروتن (کارگردان تلویزیونی) |
| ۱۳۸۸      | گاوصندوق                    |             | مازیار میری                                                  |
| ۱۳۹۰      | سی‌امین روز                  |             | جواد افشار                                                   |
| ۱۳۹۱      | حیرانی                      |             | امید بنکدار کیوان علیمحمدی                                   |
| ۱۳۹۳      | انقلاب زیبا                 |             | بهرنگ توفیقی                                                 |
| ۱۳۹۴      | پشت بام تهران               |             | بهرنگ توفیقی                                                 |
| ۱۳۹۶–۱۳۹۵ | دیواربه‌دیوار                |             | سامان مقدم                                                   |
| ۱۳۹۷–۱۳۹۶ | دیوار به دیوار ۲            |             | سامان مقدم                                                   |

### تله‌فیلم
| سال  | عنوان            | کارگردان       |
| ---- | ---------------- | -------------- |
| ۱۳۸۶ | یکی از میان همه  | ابراهیم شیبانی |
| ۱۳۸۷ | آخرین گره خورشید | همایون اسعدیان |
| ۱۳۸۷ | دلایل اصلی       | کاظم معصومی    |

### نمایش خانگی
| سال       | عنوان              | نقش        | کارگردان        |
| --------- | ------------------ | ---------- | --------------- |
| ۱۳۹۶      | عالیجناب           | لیلا مظاهر | سام قریبیان     |
| ۱۳۹۸–۱۳۹۷ | نهنگ آبی           | هاله       | فریدون جیرانی   |
| ۱۳۹۹      | می‌خواهم زنده بمانم | زهره افشار | شهرام شاه‌حسینی  |
| ۱۴۰۲–۱۴۰۱ | رهایم کن           | نغمه       | شهرام شاه حسینی |
| ۱۴۰۲      | افعی تهران         | الهه       | سامان مقدم      |
| ۱۴۰۳      | جنگل آسفالت        | عاطفه      | پژمان تیمورتاش  |
| ۱۴۰۳      | سوشوون             | سودابه     | نرگس آبیار      |

### تئاتر
- آلنده نازنین، نویسنده: محمدصادق گلچین عارفی، کارگردان: محمد برهمنی، سال ۱۴۰۰، سالن استاد سمندریان ایرانشهر[۱۷]
- آن دیگری، نویسنده: آرمین جوان، کارگردان: سمانه زندی‌نژاد، سال ۱۳۹۸، پردیس تئاتر شهرزاد[۱۸]
- بداهه، نویسنده: نغمه ثمینی، کارگردان: آروند دشت‌آرای، سال ۱۳۹۸، دو دوره اجرا، دوره اول اجرا سالن ناظرزاده کرمانی و دوره دوم اجرا تماشاخانه ملک[۱۹]
- رؤیای یک شب نیمه تابستان، نویسنده: ویلیام شکسپیر، کارگردان: مصطفی کوشکی، دوره اول اجرا سال ۱۳۹۵-دوره دوم اجرا سال ۱۳۹۸، سالن تئاتر مستقل تهران[۲۰]
- بدون تماشاگر، نویسنده: ابوالفضل کاهانی، کارگردان: علی سرابی، سال ۱۳۹۷، پردیس تئاتر شهرزاد[۲۱]
- زبان اصلی، نویسنده و کارگردان: رسول کاهانی، دوره اول اجرا سال ۱۳۹۴، سالن باران-دوره دوم اجرا سال ۱۳۹۶، سالن ۲ تماشاخانه پالیز[۲۲]
- نامه‌های عاشقانه از خاورمیانه، نویسنده و کارگردان: کیومرث مرادی، سال ۱۳۹۶، سالن مستقل تهران[۲۳]
- آیس لند، نویسنده: نیکلاس بیلون، کارگردان: آیدا کیخایی، سال ۱۳۹۵، سالن باران[۲۴]
- پنج ثانیه برف، نویسنده: عباس جمالی، کارگردان: مرتضی میرمنتظمی، سال ۱۳۹۵، تالار حافظ[۲۵]
- و؛ و wow، نویسنده و کارگردان: تینو صالحی، سال ۱۳۹۳، تالار حافظ[۲۶]
- بالاخره این زندگی مال کیه؟، نویسنده: برایان کلارک، کارگردان: اشکان خیل‌نژاد، سال ۱۳۹۳، سالن ناظرزاده[۲۷]
- P2، نویسنده: عباس جمالی، کارگردان:سید مرتضی میرمنتظمی، سال ۱۳۹۳، تالار حافظ[۲۸]
- یک کلیک کوچولو، نویسنده: محمدرضا کوهستانی، کارگردان: احمد سلیمانی، سال ۱۳۹۳، تالار حافظ (ایشان در این هم به عنوان بازیگر و هم به عنوان طراح لباس حضور داشته‌اند)[۲۹]
- روایت ناتمام یک فصل معلق، نویسنده و کارگردان: هومن سیدی، سال ۱۳۹۲، تالار حافظ[۳۰]
- پرفرمنس بی انتخاب، اجرا گردان: امیر کنجانی، سال ۱۳۹۲، پردیس سینمایی ملت[۳۱]
- مشروطه بانو، نویسنده و کارگردان: حسین کیانی، سال ۱۳۹۰، سالن اصلی تئاتر شهر[۳۲]
- بی شیر و شکر، نویسنده و کارگردان: حمید امجد، سال ۱۳۸۲ و ۱۳۸۳، سالن اصلی تئاتر شهر[۳۳]
- تله تئاتر دریا روندگان، نویسنده:نامعلوم، کارگردان: محمد عاقبتی، سال ۱۳۸۵، شبکه چهار[۳۴]

### نمایشنامه‌خوانی
- عروسی خون، نویسنده: فدریکو گارسیا لورکا، کارگردان: روح‌الله جعفری، سالن چهارسو- تئاتر شهر، سال ۱۳۹۴[۳۵]
- خانه برنارد آلبا، نویسنده:فدریکو گارسیا لورکا، کارگردان: نسیم ادبی، سالن تئاتر باران، سال ۱۳۹۳[۳۶]
- شب سال نو، نویسنده و کارگردان: محمد رحمانیان، فرهنگسرای اندیشه، سال ۱۳۹۲[۳۷]

### اجرا
| سال  | نام برنامه | تهیه‌کننده     |
| ---- | ---------- | ------------- |
| ۱۳۹۵ | چارگوش     | امین پرواس    |
| ۱۳۹۷ | زابیواکا   | حامد جوادزاده |

## جوایز
| سال  | مراسم            | بخش                                        | اثر نامزدشده | نتیجه        |        |
| ---- | ---------------- | ------------------------------------------ | ------------ | ------------ | ------ |
| ۱۳۸۹ | جشنواره فیلم فجر | بهترین بازیگر نقش اول زن (بخش سینما ویدئو) | آفریقا       | دیپلم افتخار | [ ۳۸ ] |
| ۱۴۰۲ | جشنواره فیلم فجر | بهترین بازیگر نقش مکمل زن                  | نبودنت       | نامزدشده     | [ ۳۹ ] |

## نگارخانه

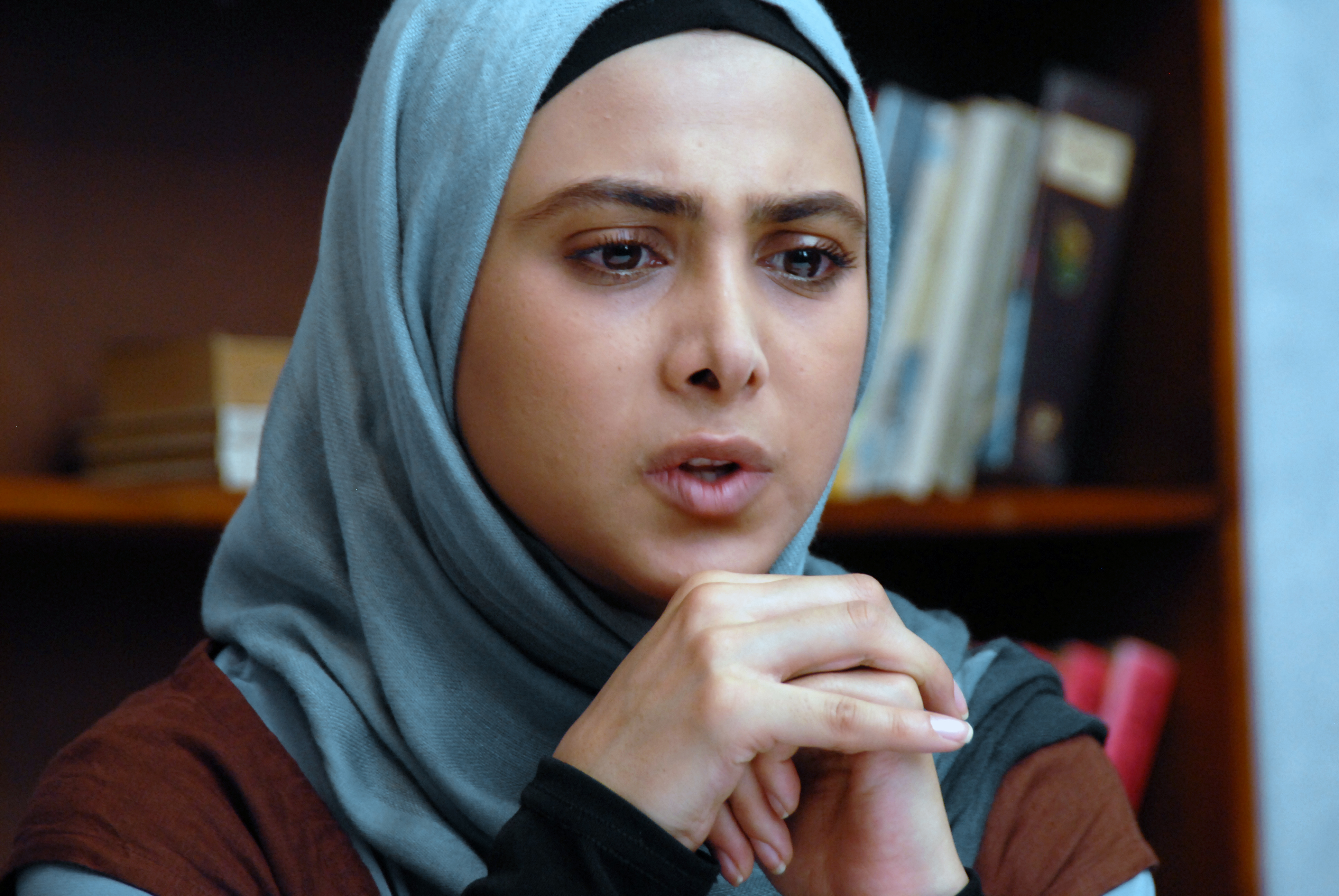
آزاده صمدی در مجموعه تلویزیونی گاوصندوق
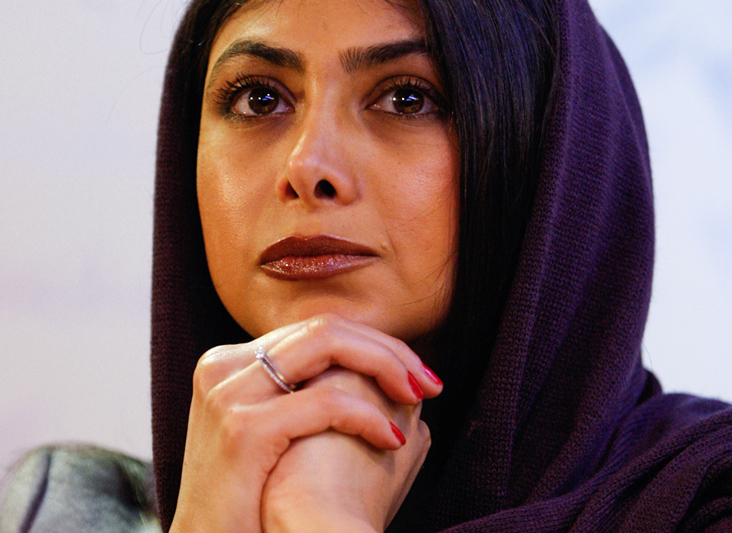
آزاده صمدی در نشست خبری فیلم سینمایی ارغوان